# Тихонов, Вячеслав Васильевич
Вячесла́в Васи́льевич Ти́хонов (8 февраля 1928, Павловский Посад, Богородский уезд, Московская губерния, СССР — 4 декабря 2009, Москва, Россия) — советский и российский актёр театра, кино и озвучивания. Герой Социалистического Труда (1982), народный артист СССР (1974), лауреат Ленинской премии (1980), Государственной премии СССР (1970), Государственной премии РСФСР имени братьев Васильевых (1976), премии Ленинского комсомола (1979) и Национальной премии Украины имени Тараса Шевченко (1980), кавалер ордена Ленина (1982). Лауреат кинопремии «Ника» (2001).
Наибольшую известность Тихонову принесла роль разведчика Исаева (Штирлица) в 12-серийном телефильме Татьяны Лиозновой «Семнадцать мгновений весны» (1973).

## Биография

#### Ранние годы
Родился 8 февраля 1928 года в Павловском Посаде Московской губернии (ныне Московская область). Отец — Василий Романович (25.02.1906—03.04.1982), работал механиком на ткацкой фабрике; мать — Валентина Вячеславовна (17.10.1905—28.01.1998), была воспитателем в детском саду. Семья жила в большом двухэтажном деревянном доме (сегодня это дом-музей актёра) вместе с дедом и бабушкой. Любимыми школьными предметами Вячеслава были математика, физика и история. В юности он сделал себе татуировку на руке в виде слова «Слава», которую ему приходилось скрывать на съёмках в течение всей последующей жизни.
С началом Великой Отечественной войны в школе, где он учился, разместился военный госпиталь. Вячеслав в возрасте тринадцати лет поступил в ремесленное училище, где учился токарному делу. После окончания обучения он начал свою трудовую деятельность на военном заводе, где работал по специальности. Вечерами после работы ходил с друзьями в кинотеатр «Вулкан» смотреть героические картины. Любимыми героями были Чапаев в исполнении Бориса Бабочкина и Александр Невский в исполнении Николая Черкасова, а также актёры Михаил Жаров и Пётр Алейников. В процессе своей трудовой деятельности временно потерял зрение, но благодаря врачебной помощи зрение было восстановлено.
Втайне от родителей мечтал о карьере киноактёра, хотя родители видели в нём инженера или агронома. В 1944 году поступил на базовый курс Автомеханического института. В 1945 году попытался поступить во ВГИК. Сначала его не приняли, однако уже после завершения вступительных экзаменов Борис Бибиков и Ольга Пыжова зачислили его на свои авторские курсы, освоение которых Вячеслав завершил в 1950 году.

#### Первые роли

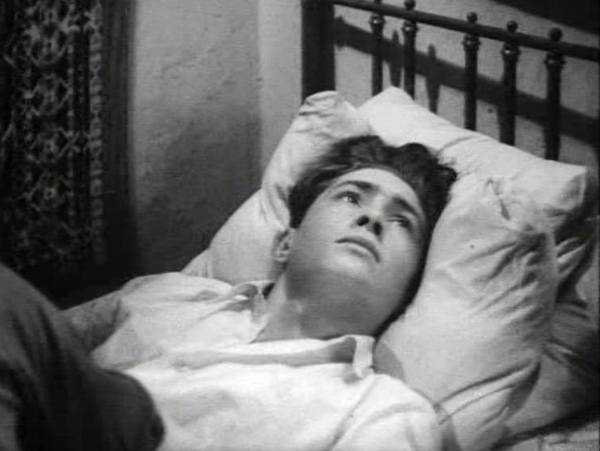
В роли Владимира Осьмухина в фильме «Молодая гвардия» (1948)

В годы учёбы состоялся его дебют в кино в фильме Сергея Герасимова «Молодая гвардия» (1948), где довелось сыграть роль Володи Осьмухина. Этот фильм дал начинающему актёру творческий импульс, однако в отличие от большинства актёров, снимавшихся в ролях молодогвардейцев, он почти 10 лет не получал в кино значимых ролей. Режиссёры использовали, главным образом, его эффектные внешние данные, не стремясь выявить актёрский потенциал. За эти годы он смог заявить о своём даровании лишь работой в Театре-студии киноактёра, сыграв Медведя в спектакле «Обыкновенное чудо» (1956), поставленном Эрастом Гариным по одноимённой пьесе Евгения Шварца. Это была первая постановка произведения драматурга, и Тихонов стал первым исполнителем роли Медведя, в которой позднее уже на киноэкранах блеснули Олег Видов в фильме Эраста Гарина в 1964 году и Александр Абдулов в картине Марка Захарова в 1978 году.
В 1957 году стал актёром киностудии имени Максима Горького. В этом же году на киноэкраны вышел фильм Станислава Ростоцкого «Дело было в Пенькове», где сыграл тракториста Матвея Морозова. Эта роль принесла актёру зрительское признание.
В фильме режиссёра Виктора Ивченко «Ч. П. — Чрезвычайное происшествие» (1958) актёр сыграл одесского матроса Виктора Райского, весёлого и бесшабашного парня, который становится настоящим героем в схватке с захватившими танкер чанкайшистами.

#### Расцвет карьеры
После этих картин в него поверили режиссёры, и за короткий срок ему был предложен ряд значительных разноплановых ролей в фильмах Михаила Швейцера «Мичман Панин» (1960), Леонида Лукова «Две жизни» (1961) и Самсона Самсонова «Оптимистическая трагедия» (1963). В фильме Евгения Ташкова «Жажда» (1959) впервые сыграл советского разведчика, заброшенного в немецкий тыл во время войны.
Крайне успешным стало сотрудничество Тихонова и Станислава Ростоцкого. Вслед за кинолентой «Дело было в Пенькове» (1957) исполнил роли в фильмах «Майские звёзды» (1959) и «На семи ветрах» (1962). В 1968 году актёр с удивительной достоверностью сыграл учителя Мельникова в фильме «Доживём до понедельника». Скромный, честный, порядочный учитель истории покорил зрительскую аудиторию. В 1977 году снялся в главной роли в гуманистической картине о сострадании и человеческой жестокости по отношению к ближним и братьям нашим меньшим — «Белый Бим Чёрное ухо». «Из-за закрытых дверей кинозала было слышно, как плачут зрители». А в 1979 году Ростоцкий посвятил своему другу документальный фильм «Профессия — киноактёр».
Во второй половине 1960-х годов сыграл Андрея Болконского в эпопее Сергея Бондарчука «Война и мир» (1967), что стало большим шагом к вершинам актёрского мастерства. Роль потребовала от актёра полной самоотдачи, и он, подобно всем участникам съёмок, работал с неимоверным напряжением сил.
В 12-серийном художественном телефильме Татьяны Лиозновой «Семнадцать мгновений весны» (1973) сыграл самую известную свою роль — разведчика Исаева-Штирлица. Актёрская удача принесла ему невиданную популярность. Показ фильма, снимавшегося с 1969 по 1972 год, был приурочен ко Дню Победы 1973 года, но был отложен из-за визита Леонида Брежнева в ФРГ. Первую серию зрители увидели лишь 11 августа 1973 года. Это был самый триумфальный год в карьере Тихонова.
Сам актёр не ассоциировал себя со Штирлицем, образ которого привязался к нему на всю оставшуюся жизнь. По воспоминаниям дочери Анны, в ответ на очередное: «Ой, Штирлиц!» — Тихонов говорил: «Да, иногда меня так называют». А чаще: «Нет, вы меня с кем-то перепутали». С этим телефильмом, слава которого вышла далеко за пределы СССР, съёмочная группа во главе с Тихоновым и Лиозновой объездила многие страны мира. Гонорар за роль Штирлица составил 5500 советских рублей. К выпуску в мае 2009 года раскрашенной версии фильма 81-летний актёр отнёсся резко отрицательно, сказав, что ни к нему, ни ко всей творческой группе это не имеет почти никакого отношения.
Осенью 1974 года Тихонов появился на экране в роли майора НКВД Млынского в картине «Фронт без флангов» (позднее вернулся к этой роли в фильмах «Фронт за линией фронта» и «Фронт в тылу врага»); на фоне ошеломляющего успеха «Мгновений…» фильм в прокате не блистал, и на несколько лет в жизни актёра наступило затишье. Спустя 10 лет исполнил похожую роль генерал-лейтенанта КГБ в многосерийном телефильме «ТАСС уполномочен заявить…» (1984), окончательно укрепив за собой образ «образцового советского разведчика».
В 1978 году актёр в первый и единственный раз снялся в комедии «По улицам комод водили», сыграв хозяина комода. В том же году пробовался на роль Георгия (Гоши) в фильме «Москва слезам не верит», однако режиссёр Владимир Меньшов предпочёл ему Алексея Баталова.
Во второй половине 1970-х годов Тихонову было доверено читать на телевидении текст от автора в документальной трилогии «Малая земля» на основе мемуаров Леонида Брежнева и по личной просьбе генсека; окончание книги «Воспоминания» актёр читал во время похорон Брежнева в ноябре 1982 года.

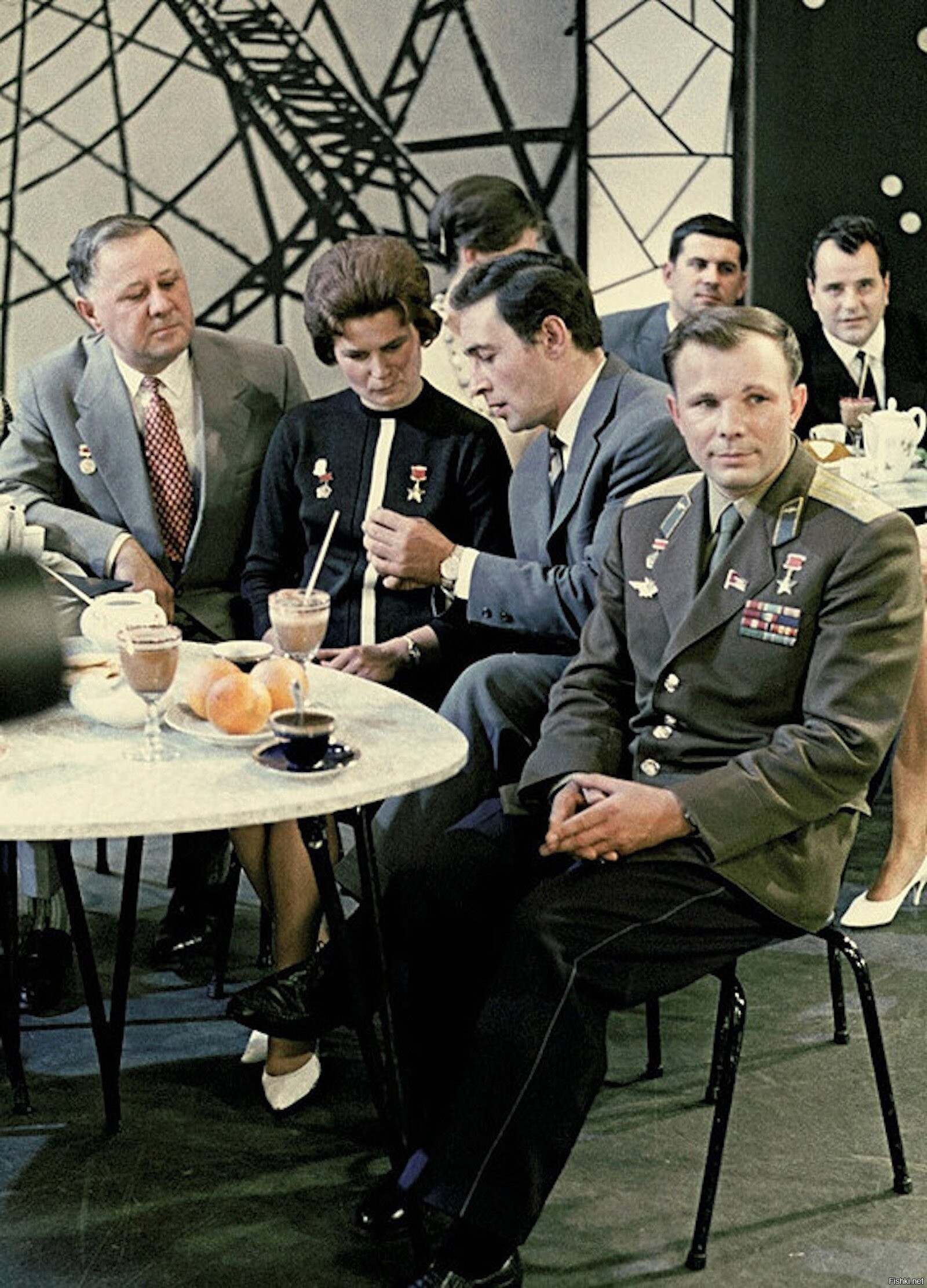
Вячеслав Тихонов с Иваном Любезновым, Валентиной Терешковой и Юрием Гагариным на съёмках «Голубого огонька» 1 июня 1963 года

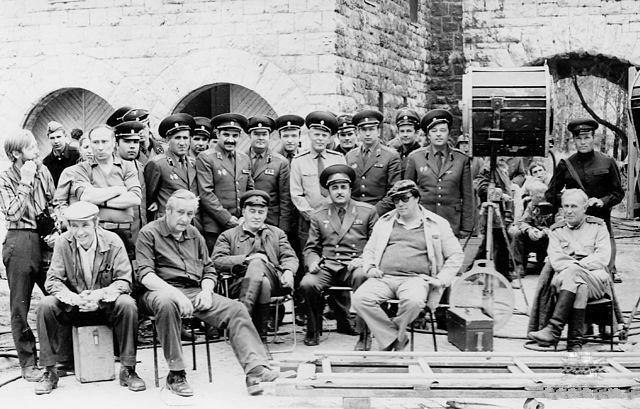
Вячеслав Тихонов на съёмках фильма «Фронт в тылу врага». ГДР, Ордруф, 39-я гв. мсд, 1980 год

Член КПСС с 1976 года. С 1989 по 2009 год являлся художественным руководителем ТПС «Актёр кино».

#### Поздние годы
Конец 1980-х — начало 1990-х годов оказались непростыми для актёра — в первую очередь, из-за семейных проблем, связанных с сыном Владимиром, его болезнью и смертью. Перестройка тоже пришлась ему не по душе; идеалы, в которые он верил, разрушались. Знаковых ролей у актёра в этот период не было. По свидетельству режиссёра Сергея Соловьёва, он «не принял новое время, отказался вести актёрскую мастерскую во ВГИКе».
Снялся во второстепенной, но яркой роли в фильме «Утомлённые солнцем» (1994) Никиты Михалкова, в телесериале «Зал ожидания» (1998) Дмитрия Астрахана и в фильме «Берлинский экспресс» (2001). Однако настоящего удовлетворения от съёмок уже не получал, отмечает биограф Наталия Корнеева, а кардинальная смена духовных ценностей в обществе вызывала у него сильнейший внутренний дискомфорт. По воспоминаниям дочери Анны, продюсеры и режиссёры предлагали артисту воплощать на экране образы проворовавшихся шулеров, разнузданных депутатов, спившихся генералов. От этих предложений актёр наотрез отказывался.
В 1998 году заметным событием стал фильм-гротеск Сергея Урсуляка «Сочинение ко Дню Победы», где актёр в компании Михаила Ульянова и Олега Ефремова снялся в роли ветерана-фронтовика, шокированного происходящим в новой России и улетающего с боевыми друзьями за штурвалом на самолёте в неизвестность. Ещё одной ролью, которую отмечают критики, была роль Тихона в фильме Дмитрия и Игоря Таланкиных «Бесы» (1992) по роману Достоевского.
В 2000 году поддержал возвращение мелодии Александрова в качестве гимна России.
В 2005 году по просьбе дочери снялся в фильме «Глазами волка» своего зятя, режиссёра Николая Вороновского.
Отказался сниматься в продолжении «Утомлённых солнцем». Последним появлением на экране стала роль Бога в фильме Эльдара Рязанова «Андерсен. Жизнь без любви» (2006).
В 2008 году Урсуляк хотел пригласить 80-летнего Тихонова на роль отца Исаева в телесериал «Исаев» о молодости Штирлица, однако отказался от этой затеи из-за сложного отношения актёра к роли, желая, чтобы в памяти зрителей он остался в хрестоматийном образе. Незадолго до кончины Тихонов застал премьеру сериала по телевидению. Об игре Даниила Страхова он сказал в интервью «Комсомольской правде», что молодой артист, хотя советов и не спрашивал, но на него похож, и это приятно.
Всего за долгие годы творческой деятельности актёр сыграл более пятидесяти ролей в фильмах и телесериалах.

#### Личная жизнь
- Первая жена (с 1950 до 1963 года) — Нонна Мордюкова (1925—2008), актриса, народная артистка СССР (1974)[6].
  - Сын — Владимир Вячеславович Тихонов (1950—1990), актёр.
    - Внук — Василий Владимирович Варлей (род. 21 мая 1972).
    - Внук — Владимир Владимирович Тихонов (род. 12 марта 1981), актёр и певец, после школы поступил в кулинарное училище, окончил курсы оперного пения и стал студентом ГИТИСа (факультет музыкального театра, мастерская Георгия Павловича Ансимова). Окончил факультет музыкального театра РАТИ в 2008 году[19]. Артист «Столичного театра романса».

- Вторая жена (с 1967 года до конца жизни) — Тамара Ивановна Тихонова[23] (1944—2014), окончила филологический факультет МГУ по специальности преподаватель французского языка, работала в ВО «Совэкспортфильм»[24]. Познакомились на озвучивании фильма «Мужчина и женщина», поженились во время съёмок картины «Доживём до понедельника»[25].
  - Дочь — Анна (род. 5 июля 1969), советская и российская актриса, кинопродюсер. Директор творческо-производственной студии «Актёр кино».
  - Зять — Николай Георгиевич Вороновский (род. 21 июня 1962), режиссёр[23].
    - Два внука-близнеца — Вячеслав и Георгий[23] (род. 2005[23])

Ближайшими друзьями Тихонова были Станислав и Андрей Ростоцкие, с которыми он любил рыбачить, семья директора киностудии имени М. Горького Григория Рималиса и шахматный гроссмейстер Лев Полугаевский. В 1960-е годы дружил с разведчиком-нелегалом Кононом Молодым: это общение помогло ему в работе над ролью Штирлица.
В начале 1990-х годов приобрёл дачу на Николиной Горе на берегу Москвы-реки, которая до конца жизни оставалась его любимым местом отдыха. С лёгкой руки журналистов актёра в этот период жизни прозвали Великим Отшельником.

#### Увлечения
Интересовался футболом, болел за московский «Спартак».

#### Болезнь и смерть

Памятник на могиле Тихонова на Новодевичьем кладбище. 10 июня 2013 года

В 2002 году актёр перенёс инфаркт миокарда.
В мае 2007 года был госпитализирован после неудачного падения и в связи с жалобами на боли в сердце. В марте 2008 года ему сделали несложную операцию в Центральной клинической больнице.
28 ноября 2009 года Тихонов был госпитализирован в ЦКБ. 3 декабря его прооперировали (сделали операцию на сосудах). Хирургическое вмешательство прошло нормально, врачи надеялись на лучшее. Однако состояние становилось всё более тяжёлым. У артиста отказали почки, его пришлось подключить к аппарату гемодиализа, а затем и к аппарату искусственной вентиляции лёгких. По мнению лечащего врача артиста, кардиолога Андрея Леонова, «свою роль сыграли и одиночество актёра, и отсутствие должного ухода».
Скончался 4 декабря 2009 года на 82-м году жизни.
Соболезнования семье Тихонова выразили, в числе других, президент России Дмитрий Медведев, председатель Правительства Владимир Путин и Президент Беларуси Александр Лукашенко.
8 декабря 2009 года состоялось отпевание в Храме Христа Спасителя, после чего в Доме кино прошла гражданская панихида. В тот же день актёра похоронили на Новодевичьем кладбище Москвы (участок № 10).

## Творчество

### Роли в театре
Театр-студия киноактёра
- «Там, где не было затемнения» по пьесе В. Семёнова
- «Попрыгунья» по рассказу А. П. Чехова
- «Три солдата» по пьесе Г. Победоносцева и Ю. Егорова
- «Бедность не порок» по комедии А. Н. Островского
- «Обыкновенное чудо» по пьесе Е. Л. Шварца

### Фильмография
| Год  |     | Название                                                      | Роль                                                      |
| ---- | --- | ------------------------------------------------------------- | --------------------------------------------------------- |
| 1948 | ф   | Молодая гвардия                                               | Володя Осьмухин                                           |
| 1950 | ф   | В мирные дни                                                  | Гриневский, матрос-торпедист                              |
| 1951 | ф   | Тарас Шевченко                                                | представитель петербургской молодёжи                      |
| 1952 | ф   | Максимка                                                      | Александр Иванович Горелов, лейтенант                     |
| 1954 | ф   | Об этом забывать нельзя                                       | студент Ростислав Данченко                                |
| 1955 | ф   | Звёзды на крыльях                                             | Олекса Лавринец, курсант Военно-морского училища лётчиков |
| 1956 | ф   | Сердце бьётся вновь…                                          | Леонид Васильевич Голубев, врач-терапевт, капитан         |
| 1957 | ф   | Дело было в Пенькове                                          | Матвей Морозов, тракторист                                |
| 1958 | ф   | Ч. П. — Чрезвычайное происшествие                             | Виктор Андреевич Райский, матрос-моторист                 |
| 1959 | ф   | Майские звёзды                                                | Андрей Рукавичкин, лейтенант                              |
| 1959 | ф   | Жажда                                                         | Олег Безбородько, лейтенант                               |
| 1960 | ф   | Мичман Панин                                                  | Василий Панин, мичман                                     |
| 1961 | ф   | Две жизни                                                     | Сергей Александрович Нащёкин, князь, офицер               |
| 1962 | ф   | На семи ветрах                                                | Вячеслав Павлович Суздалев, капитан                       |
| 1963 | ф   | Оптимистическая трагедия                                      | Алексей, матрос-анархист                                  |
| 1967 | ф   | Война и мир                                                   | Андрей Болконский, князь                                  |
| 1968 | ф   | Доживём до понедельника                                       | Илья Семёнович Мельников, учитель истории                 |
| 1969 | ф   | Семейное счастье (киноальманах) (новелла «От нечего делать»)  | Капитонов                                                 |
| 1970 | ф   | Карусель (новелла «Размазня»)                                 | глава дома                                                |
| 1971 | ф   | Человек с другой стороны                                      | Виктор Крымов (предполагаемый прототип — Юрий Ломоносов)  |
| 1971 | ф   | Егор Булычов и другие                                         | Павлин                                                    |
| 1973 | тф  | Семнадцать мгновений весны                                    | штандартенфюрер Штирлиц                                   |
| 1974 | ф   | Фронт без флангов                                             | Иван Петрович Млынский, майор                             |
| 1975 | ф   | Они сражались за Родину                                       | Николай Стрельцов                                         |
| 1976 | ф   | …И другие официальные лица                                    | Константин Павлович Иванов                                |
| 1976 | ф   | Белый Бим Чёрное ухо                                          | Иван Иванович Иванов, писатель, хозяин Бима               |
| 1977 | мтф | Диалог                                                        | Александр Александрович Ершов                             |
| 1977 | ф   | Фронт за линией фронта                                        | Иван Петрович Млынский, майор, полковник                  |
| 1978 | ф   | Баллада о дереве и розе                                       | Владимир Кузнецов                                         |
| 1978 | ф   | По улицам комод водили (новелла «Комод»)                      | пассажир с комодом                                        |
| 1982 | ф   | Фронт в тылу врага                                            | Иван Петрович Млынский, полковник                         |
| 1982 | ф   | Однолюбы                                                      | эпизодическая роль                                        |
| 1982 | ф   | Европейская история                                           | Петер Лоссер                                              |
| 1984 | с   | ТАСС уполномочен заявить…                                     | Константин Иванович Константинов, генерал КГБ             |
| 1986 | ф   | Приближение к будущему                                        | Лунин                                                     |
| 1987 | ф   | Апелляция                                                     | Дмитрий Васильевич Плотников                              |
| 1987 | тф  | Нетерпение души                                               | Пантелеймон Николаевич Лепешинский                        |
| 1987 | ф   | Наездники (новелла «Теоретик»)                                | отец                                                      |
| 1987 | тф  | Почему убили Улофа Пальме?                                    | Улоф Пальме                                               |
| 1988 | ф   | Убить дракона                                                 | Шарлемань, архивариус                                     |
| 1989 | ф   | Любовь с привилегиями (Городские подробности)                 | Константин Гаврилович Кожемякин                           |
| 1991 | ф   | Призраки зелёной комнаты                                      | Мартин Чиверел                                            |
| 1991 | ф   | Москва / Ночи страха / Notti di paura (Италия)                | Пётр                                                      |
| 1992 | ф   | Бесы                                                          | Тихон, архиерей на покое                                  |
| 1992 | ф   | Жрецы и алтари                                                | Имя персонажа не указано                                  |
| 1993 | ф   | Несравненная                                                  | Холев                                                     |
| 1993 | ф   | Провинциальный бенефис                                        | Иван Семёнович Великатов                                  |
| 1993 | ф   | Кодекс бесчестия                                              | бухгалтер Чугунов                                         |
| 1994 | ф   | Утомлённые солнцем                                            | Всеволод Константинович                                   |
| 1995 | ф   | Авантюра                                                      | камео                                                     |
| 1995 | ф   | Бульварный роман                                              | Станислав Васильевич Кандинский                           |
| 1996 | ф   | Милый друг давно забытых лет…                                 | Фёдор Фёдорович, отец Маши и Зины                         |
| 1996 | ф   | Красный лебедь (КНР, кит. 红天鹅)                             | балетмейстер Петр Андреевич Гусев                         |
| 1998 | с   | Зал ожидания                                                  | директор детдома Михаил Борисович Зайцев                  |
| 1998 | ф   | Сочинение ко Дню Победы                                       | Лёвка Моргулис                                            |
| 2000 | тф  | Ералаш (выпуск № 137, сюжет «Мой деда самых честных правил…») | дедушка                                                   |
| 2001 | ф   | Берлинский экспресс                                           | Георгий Астахов                                           |
| 2005 | ф   | Глазами волка                                                 | старик-учёный                                             |
| 2006 | ф   | Андерсен. Жизнь без любви                                     | человек с нимбом                                          |

### Озвучивание фильмов и мультфильмов
| Год  |     | Название                      | Роль             |
| ---- | --- | ----------------------------- | ---------------- |
| 1961 | док | СССР с открытым сердцем       | читает текст     |
| 1973 | мф  | Аврора                        | композитор       |
| 1974 | ф   | Повесть о человеческом сердце | закадровый текст |
| 1981 | тф  | Отпуск за свой счёт           | закадровый текст |
| 1983 | мф  | Про мамонтёнка                | читает текст     |
| 1984 | док | Мы - москвичи                 | читает текст     |
| 1984 | док | Такие побеждают               | читает текст     |
| 1985 | ф   | Битва за Москву               | закадровый текст |
| 1986 | док | Дело об украденной скрипке    | читает текст     |
| 1991 | ф   | Виват, гардемарины!           | закадровый текст |
| 1992 | ф   | Гардемарины III               | закадровый текст |

### Дубляж
| Год  |   | Название             | Роль                                                                   |
| ---- | - | -------------------- | ---------------------------------------------------------------------- |
| 1944 | ф | Дети райка           | Батист Дебюро (роль Ж.-Л. Барро)                                       |
| 1946 | ф | Сын полка            | Дмитрий Петрович Енакиев (роль А. Морозова, переозвучание в 1970 году) |
| 1960 | ф | Рокко и его братья   | Рокко Паронди (роль А. Делона)                                         |
| 1966 | ф | Герой нашего времени | Печорин (роль В. Ивашова)                                              |
| 1966 | ф | Мужчина и женщина    | Жан-Луи Дюрок (роль Ж.-Л. Трентиньяна)                                 |
| 1970 | ф | Один из нас          | шпион Келлер (роль Н. Гринько)                                         |
| 1977 | ф | Красная косынка      | Джемсит (роль Ахмета Мекина)                                           |

### Участие в фильмах
- 1982 — Правда великого народа (документальный) — ведущий
- 1998 — Новейшая история. Семнадцать мгновений весны 25 лет спустя (документальный)
- 1999 — Иван Лапиков (из цикла телепрограмм канала «ОРТ» «Чтобы помнили») (документальный)
- 2005 — Собачий вальс (из цикла документальных программ «Пёстрая лента» С. Урсуляка)
- 2007 — Станислав Ростоцкий (из телевизионного документального цикла «Острова»)
- 2008 — Воздух вдохновения (документальный)

### Архивные кадры
- 2010 — Станислав Ростоцкий и Нина Меньшикова (из культурно-просветительского проекта телеканала «Культура» «Больше, чем любовь»)
- 2010 — Нонна Мордюкова. Как на свете без любви прожить (документальный)
- 2010 — Нонна Мордюкова. Такой её никто не знал (документальный)

## Звания и награды
Государственные награды СССР и Российской Федерации:
Почётные звания и премии:
- Герой Социалистического Труда (1982), медаль № 20081 — за большие заслуги в развитии советского киноискусства[56][57][6]
- Заслуженный артист РСФСР (1962) — за заслуги в области советского киноискусства[58]
- Народный артист РСФСР (1969) — за заслуги в области советской кинематографии[59]
- Народный артист СССР (1974) — за большие достижения в развитии советского киноискусства[60]
- Государственная премия СССР в области литературы и искусства (1970) — за художественный фильм «Доживём до понедельника» (1968) производства Центральной киностудии детских и юношеских фильмов имени М. Горького[61][6]
- Государственная премия РСФСР имени братьев Васильевых (1976) — за многосерийный художественный телевизионный фильм «Семнадцать мгновений весны» (1973) производства Центральной киностудии детских и юношеских фильмов имени М. Горького[62][6]
- Премия Ленинского комсомола (1979) — за исполнение роли майора Млынского в фильмах «Фронт без флангов» (1974) и «Фронт за линией фронта» (1977)[6]
- Ленинская премия в области литературы, искусства и архитектуры (1980) — за художественный фильм «Белый Бим Чёрное ухо» (1976) (премия за произведения литературы и искусства для детей)[63][6]
- Государственная премия Украинской ССР имени Т. Г. Шевченко (1980) — за чтение дикторского текста в телефильме «Возрождение»[64][6]

Ордена и медали:
- орден Октябрьской Революции (1978) — за заслуги в развитии советского киноискусства и в связи с пятидесятилетием со дня рождения[65][6]
- орден Ленина (1982) — за заслуги в производстве советских телевизионных фильмов и активное участие в создании фильма «Семнадцать мгновений весны» (1973)[6]
- орден «Знак Почёта»[6]
- Медаль «За доблестный труд. В ознаменование 100-летия со дня рождения Владимира Ильича Ленина»
- Медаль «За отличие в охране государственной границы СССР»[66]
- Медаль «Ветеран труда»
- Медаль «В память 850-летия Москвы»
- орден «За заслуги перед Отечеством» IV степени (1995) — за заслуги перед государством и многолетнюю плодотворную деятельность в области искусства и культуры[67][6]
- орден «За заслуги перед Отечеством» III степени (2003) — за большой вклад в развитие отечественного киноискусства[68][6]
- орден Почёта (2008) — за большой вклад в развитие отечественного кинематографа и многолетнюю творческую деятельность[69][6]

Другие награды, поощрения, премии и общественное признание:
- Золотая медаль имени А. П. Довженко (1975) — за исполнение роли майора Млынского в фильме «Фронт без флангов» (1974)[70]
- Премия КГБ СССР (1978) — за участие в телесериале «Семнадцать мгновений весны» (1973)[6]
- Почётный гражданин Павловского Посада (1982)[71]
- Премия на ІІ Международном кинофестивале славянских и православных народов «Золотой Витязь» (1993) — за выдающийся вклад в славянский кинематограф[6]
- Премия «Кумир» в номинации «за высокое служение искусству» (1997)[72]
- Приз президента Российской Федерации на кинофестивале «Кинотавр» в Сочи (1998) — за вклад в российское кино[73]
- Почётная грамота Правительства Российской Федерации (1998) — за большой личный вклад в развитие отечественной культуры и искусства, большую общественную деятельность и в связи с 70-летием со дня рождения[74][6]
- Кинопремия «Ника» в номинации «Честь и достоинство» (2001)[6]
- Премия «Российский национальный Олимп» в номинации «Почётный титул» (2003)
- Медаль «За заслуги» (СВР) (2003)[75]
- Медаль «За боевое содружество» (ФСБ) (2003)[75]
- Золотой знак общественной организации ветеранов контрразведки «Веткон»[75]
- Премия Правительства Российской Федерации в области культуры (2008) — за роль «Человек с нимбом» в фильме Э. Рязанова «Андерсен. Жизнь без любви» (2006)[76][6]
- Премия ФСБ России (посмертно) (2009) — за лучшую роль сотрудника органов безопасности в отечественном кинематографе[77][6]

## Память

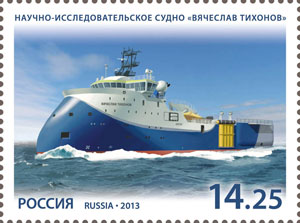
Научно-исследовательское судно «Вячеслав Тихонов»

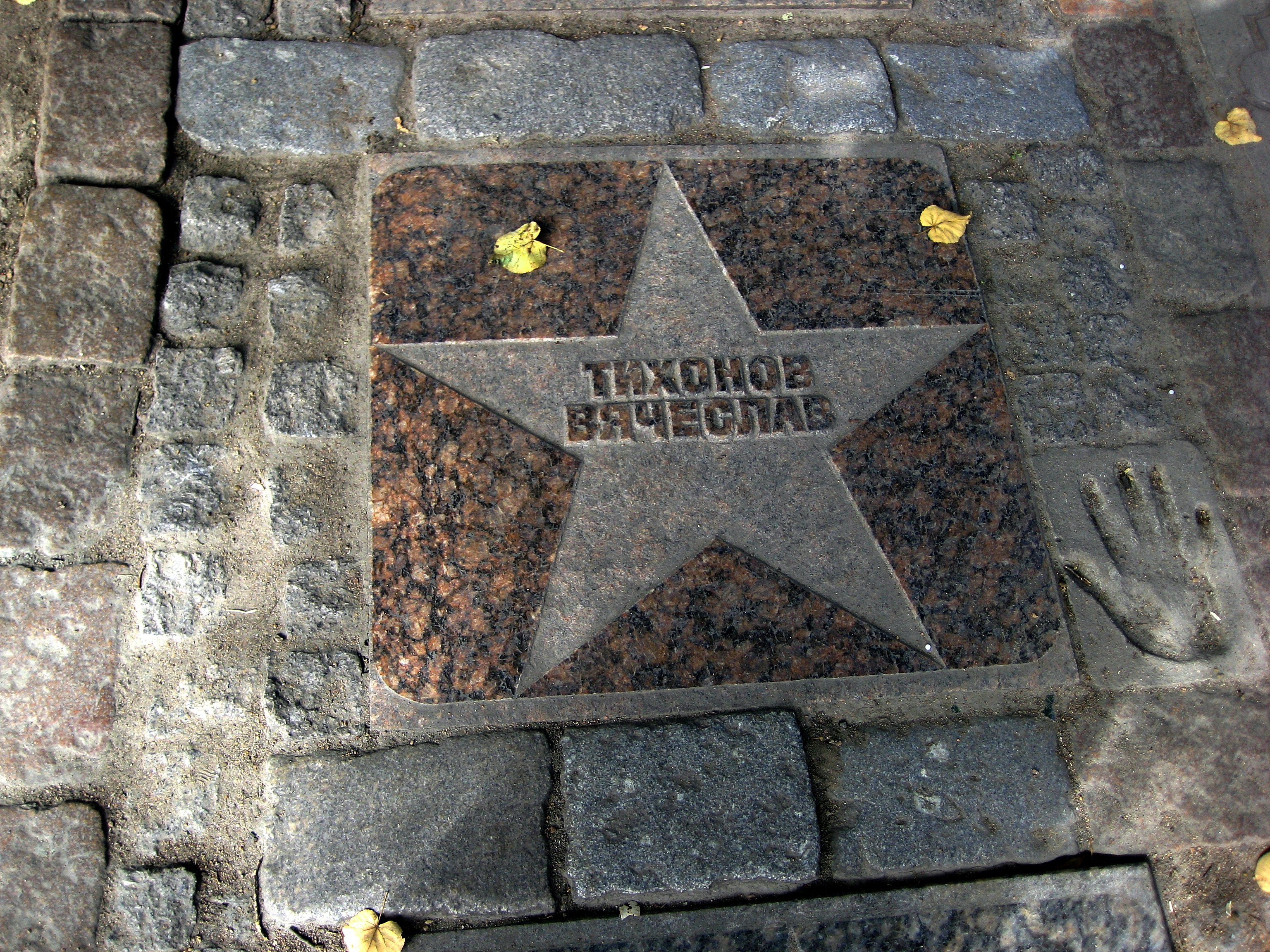
Звезда Вячеслава Тихонова на Аллее актёрской славы в Выборге

- Именем Вячеслава Тихонова названо морское судно геофизической разведки судоходной компании «Совкомфлот» (спущено на воду в августе 2011, флаг поднят 16 сентября 2011 года)[78][79].
- В мае 2013 года на могиле актёра установлен монумент работы скульптора Алексея Благовестнова[6]. В памятнике отразилась многогранность таланта Тихонова. Бронзовая фигура располагается перед рельефом на евангельский сюжет «Поклонение волхвов», на котором изображены более 30 библейских персонажей[80][81].
- На здании лицея № 2 в Павловском Посаде (бывшей школы № 1, в которой учился актёр), ныне носящего его имя[82], установлена мемориальная доска.
- С 2017 года проводится Международный Кинофестиваль имени Вячеслава Тихонова, получивший название «17 мгновений». Инициатором проведения фестиваля стала дочь актёра Анна[83].
- 25 августа 2018 года в Павловском Посаде в доме, где родился и вырос актёр, был открыт дом-музей В. Тихонова (улица Володарского, 66)[84].
- 16 августа 2019 год — улица Володарского в Павловском Посаде переименована в улицу Тихонова[85].
- 20 мая 2022 года в Павловском Посаде открыли памятник Вячеславу Тихонову. Монумент из бронзы и гранита установлен на пересечении улиц Герцена и Кирова[86].

- 1979 — «Профессия — киноактёр» (режиссёр С. Ростоцкий)
- 1998 — Мгновения Вячеслава Тихонова (из цикл документальных фильмов «Жизнь замечательных людей», телеканал «ОРТ», режиссёр Ю. Малюгин)
- 2003 — «Семнадцать мгновений Славы» (телеканал «ТВС», режиссёр С. Николаева, продюсер А. Тихонова)
- 2006 — «„Последний герой“. Вячеслав Тихонов» («Россия»)[87]
- 2008 — «Воздух вдохновения». Вячеслав Тихонов («ТВ Центр», режиссёр Е Николаева, продюсер А. Тихонова, производство студии «Актёр кино»)
- 2008 — «Вячеслав Тихонов. „Мгновения длиною в жизнь“» («ТВ Центр»)[88]
- 2008 — «В гости к Вячеславу Тихонову» («Первый канал»)[89][90]
- 2008 — «„Мгновения славы“. Вячеслав Тихонов» («Культура»)[91]
- 2008 — «Вячеслав Тихонов. „Последняя встреча“» («Первый канал»)[92][93]
- 2010 — «Нонна и Слава. „Жестокий роман“» («НТВ»)[94]
- 2011 — «»Легенды мирового кино". Вячеслав Тихонов" («Культура»)[95]
- 2013 — «Вячеслав Тихонов. „Утомлённый судьбой“» («Первый канал»)[96][97]
- 2013 — «„Сегодня вечером“. Вячеслав Тихонов» («Первый канал»)[24]
- 2014 — «Вячеслав Тихонов. „Разговор по душам“» («Первый канал»)[98][99]
- 2015 — «„Больше, чем любовь“. Нонна Мордюкова и Вячеслав Тихонов» («Культура»)[100]
- 2016 — «Вячеслав Тихонов. „Последний день“» («Звезда»)[101]
- 2016 — «Вячеслав Тихонов. „Легенды кино“» («Звезда»)[102]
- 2016 — «Вячеслав Тихонов. „До последнего мгновения“» («ТВ Центр»)[103]
- 2018 — «О чём молчал Вячеслав Тихонов» («Первый канал»)[104][105]
- 2019 — «„Звёзды советского экрана“: Вячеслав Тихонов» («Москва Доверие»)[106]
- 2019 — «„Раскрывая тайны звёзд“: Вячеслав Тихонов» («Москва 24»)[107]
- 2019 — «„Тайны кино“: лучшие роли Вячеслава Тихонова» («Москва Доверие»)[108]
- 2019 — «Вячеслав Тихонов и Нонна Мордюкова. „Свадьба и развод“» («ТВ Центр»)[109]
- 2020 — «Вячеслав Тихонов. „Нерешительный Штирлиц“» («ТВ Центр»)[110]
- 2021 — «„Звёзды советского экрана“: поздние роли Вячеслава Тихонова» («Москва 24»)[111]